# Division 1 1967-68
La Division 1 1967-68 fue la 30ª temporada del fútbol francés profesional. AS Saint-Étienne resultó campeón con 57 puntos, obteniendo su cuarto título.

## Equipos participantes
| - AS Aixoise - AC Ajaccio - Angers SCO - Bordeaux - RC Lens - Lille OSC - Olympique Lyonnais - Olympique de Marseille - FC Metz - AS Monaco FC |  | - FC Nantes - OGC Nice - Red Star FC - Stade Rennais UC - FC Rouen - AS Saint-Étienne - RC Paris-Sedan - FC Sochaux-Montbéliard - RC Strasbourg - US Valenciennes-Anzin |

## Tabla de posiciones
| Pos. | Equipo                 | Pts. | PJ | G  | E  | P  | GF | GC | Dif. | Clasificación                                |
| ---- | ---------------------- | ---- | -- | -- | -- | -- | -- | -- | ---- | -------------------------------------------- |
| 1    | AS Saint-Étienne (C)   | 57   | 38 | 24 | 9  | 5  | 78 | 30 | +48  | Clasificado a la Copa de Campeones de Europa |
| 2    | OGC Nice               | 46   | 38 | 18 | 10 | 10 | 49 | 41 | +8   | Clasificado a la Copa de Ferias              |
| 3    | FC Sochaux-Montbéliard | 43   | 38 | 16 | 11 | 11 | 48 | 39 | +9   |                                              |
| 4    | Olympique de Marseille | 43   | 38 | 17 | 9  | 12 | 49 | 46 | +3   | Clasificado a la Copa de Ferias              |
| 5    | US Valenciennes-Anzin  | 42   | 38 | 17 | 8  | 13 | 42 | 34 | +8   |                                              |
| 6    | FC Metz                | 42   | 38 | 15 | 12 | 11 | 49 | 44 | +5   | Clasificado a la Copa de Ferias              |
| 7    | FC Nantes              | 41   | 38 | 15 | 11 | 12 | 55 | 50 | +5   |                                              |
| 8    | FCG Bordeaux           | 40   | 38 | 18 | 4  | 16 | 57 | 44 | +13  | Clasificado a la Recopa de Europa            |
| 9    | AC Ajaccio             | 39   | 38 | 16 | 7  | 15 | 59 | 59 | 0    |                                              |
| 10   | RC Paris-Sedan         | 38   | 38 | 15 | 8  | 15 | 56 | 47 | +9   |                                              |
| 11   | AS Monaco FC           | 37   | 38 | 15 | 7  | 16 | 45 | 48 | −3   |                                              |
| 12   | Olympique Lyonnais     | 36   | 38 | 12 | 12 | 14 | 53 | 51 | +2   | Clasificado a la Copa de Ferias              |
| 13   | Red Star FC            | 36   | 38 | 12 | 12 | 14 | 44 | 43 | +1   |                                              |
| 14   | Stade Rennais UC       | 36   | 38 | 13 | 10 | 15 | 49 | 57 | −8   |                                              |
| 15   | FC Rouen               | 35   | 38 | 15 | 5  | 18 | 48 | 51 | −3   |                                              |
| 16   | RC Strasbourg          | 34   | 38 | 13 | 8  | 17 | 34 | 40 | −6   | Acceso a promoción de permanencia            |
| 17   | RC Lens (D)            | 34   | 38 | 13 | 8  | 17 | 48 | 61 | −13  | Acceso a promoción de permanencia            |
| 18   | Angers SCO (D)         | 34   | 38 | 12 | 10 | 16 | 56 | 70 | −14  | Descenso a Division 2                        |
| 19   | Lille OSC (D)          | 27   | 38 | 9  | 9  | 20 | 35 | 52 | −17  | Descenso a Division 2                        |
| 20   | AS Aixoise (D)         | 20   | 38 | 6  | 8  | 24 | 48 | 95 | −47  | Descenso a Division 2                        |

 Fuente: footballdatabase.eu
Notas:
1. ↑  El FCG Bordeaux se clasificó a la Recopa de Europa como subcampeón de la Copa de Francia ya que el ganador de la edición de esta temporada, el AS Saint-Étienne, se clasificó a la Copa de Campeones de Europa como campeón de liga.

## Resultados
| Local \ Visitante      | AIX | AJA | ANG | BOR | LEN | LIL | LYO | MAR | MET | MOC | NAT | NIC | RED | REN | ROU | STE | SED | SOC | STR | VAL |
| ---------------------- | --- | --- | --- | --- | --- | --- | --- | --- | --- | --- | --- | --- | --- | --- | --- | --- | --- | --- | --- | --- |
| AS Aixoise             | —   | 2–4 | 1–3 | 5–1 | 2–2 | 2–1 | 2–0 | 1–2 | 0–1 | 0–0 | 2–6 | 3–1 | 0–0 | 2–3 | 4–1 | 1–1 | 4–2 | 0–0 | 0–3 | 1–1 |
| AC Ajaccio             | 8–2 | —   | 4–0 | 3–0 | 2–0 | 2–1 | 2–2 | 2–2 | 2–1 | 1–2 | 5–3 | 2–1 | 0–0 | 2–0 | 5–3 | 1–1 | 2–0 | 1–1 | 1–0 | 1–4 |
| Angers SCO             | 9–1 | 3–0 | —   | 0–0 | 1–2 | 1–3 | 3–1 | 2–2 | 0–0 | 3–0 | 1–3 | 1–1 | 2–2 | 1–1 | 3–0 | 1–0 | 2–3 | 1–1 | 1–0 | 1–0 |
| FCG Bordeaux           | 3–0 | 3–0 | 1–2 | —   | 6–1 | 2–1 | 0–0 | 1–2 | 1–0 | 3–0 | 6–2 | 4–0 | 1–0 | 6–2 | 1–0 | 1–2 | 2–0 | 3–0 | 1–2 | 0–1 |
| RC Lens                | 4–1 | 1–2 | 4–2 | 2–1 | —   | 1–1 | 1–0 | 5–1 | 1–1 | 1–3 | 1–3 | 0–0 | 2–4 | 1–1 | 2–1 | 1–3 | 3–0 | 0–2 | 1–0 | 1–0 |
| Lille OSC              | 2–1 | 1–2 | 2–1 | 1–2 | 0–1 | —   | 1–1 | 2–0 | 0–0 | 0–1 | 2–0 | 0–2 | 1–1 | 2–0 | 1–0 | 2–2 | 2–0 | 0–1 | 0–0 | 0–3 |
| Olympique Lyonnais     | 4–3 | 2–1 | 8–0 | 2–0 | 3–0 | 1–1 | —   | 3–2 | 3–1 | 1–2 | 0–3 | 1–1 | 0–0 | 2–1 | 2–1 | 1–1 | 0–2 | 2–2 | 0–0 | 0–0 |
| Olympique de Marseille | 3–2 | 2–0 | 3–1 | 2–0 | 2–0 | 0–0 | 2–1 | —   | 2–0 | 2–1 | 1–0 | 0–2 | 2–0 | 3–1 | 2–2 | 2–1 | 1–0 | 0–1 | 0–0 | 2–0 |
| FC Metz                | 3–1 | 3–0 | 1–1 | 2–0 | 2–1 | 1–0 | 3–1 | 3–0 | —   | 2–0 | 1–1 | 1–2 | 1–1 | 6–1 | 1–1 | 1–1 | 1–5 | 2–0 | 1–0 | 2–0 |
| AS Monaco FC           | 1–1 | 0–1 | 5–0 | 1–2 | 2–3 | 3–1 | 2–1 | 1–0 | 3–1 | —   | 3–0 | 2–2 | 0–1 | 2–1 | 1–3 | 0–3 | 2–1 | 1–0 | 2–1 | 0–1 |
| FC Nantes              | 5–1 | 1–0 | 0–1 | 1–1 | 1–0 | 2–1 | 1–0 | 1–1 | 1–1 | 0–0 | —   | 0–0 | 4–2 | 2–0 | 0–0 | 1–1 | 1–1 | 1–1 | 3–0 | 0–2 |
| OGC Nice               | 1–0 | 1–0 | 2–1 | 1–1 | 0–0 | 3–1 | 0–3 | 1–1 | 4–1 | 0–2 | 5–1 | —   | 2–1 | 0–3 | 4–0 | 1–2 | 1–0 | 1–0 | 2–0 | 2–1 |
| Red Star FC            | 2–1 | 4–1 | 3–3 | 1–0 | 3–2 | 0–2 | 1–1 | 2–0 | 0–1 | 2–0 | 0–1 | 1–1 | —   | 3–1 | 0–2 | 1–1 | 3–0 | 1–2 | 0–1 | 1–0 |
| Stade Rennais UC       | 4–0 | 1–0 | 1–1 | 1–0 | 1–0 | 4–1 | 1–0 | 3–1 | 0–0 | 1–1 | 1–1 | 4–0 | 3–0 | —   | 0–1 | 0–3 | 1–1 | 1–1 | 2–1 | 1–1 |
| FC Rouen               | 5–0 | 3–1 | 0–1 | 3–0 | 0–1 | 1–0 | 3–1 | 1–2 | 0–0 | 2–1 | 1–2 | 1–0 | 0–2 | 2–0 | —   | 3–0 | 0–0 | 1–0 | 3–2 | 1–2 |
| AS Saint-Étienne       | 3–1 | 4–0 | 3–0 | 1–0 | 3–0 | 3–0 | 1–1 | 2–0 | 4–0 | 1–0 | 1–2 | 3–1 | 1–1 | 3–0 | 3–0 | —   | 2–1 | 2–0 | 4–0 | 3–0 |
| RC Paris-Sedan         | 3–0 | 2–0 | 3–1 | 1–2 | 1–1 | 1–1 | 2–3 | 1–1 | 3–0 | 3–0 | 1–0 | 0–1 | 0–0 | 3–0 | 2–0 | 5–2 | —   | 2–0 | 3–1 | 1–1 |
| FC Sochaux-Montbéliard | 1–1 | 3–1 | 2–0 | 0–1 | 4–1 | 2–1 | 3–1 | 1–1 | 3–2 | 0–0 | 1–0 | 0–2 | 1–0 | 1–2 | 3–0 | 0–4 | 3–0 | —   | 1–1 | 3–1 |
| RC Strasbourg          | 1–0 | 0–0 | 5–1 | 0–1 | 1–0 | 2–0 | 0–1 | 1–0 | 0–0 | 2–0 | 3–1 | 0–0 | 2–1 | 1–1 | 2–1 | 0–1 | 0–2 | 1–4 | —   | 0–1 |
| US Valenciennes-Anzin  | 1–0 | 0–0 | 2–1 | 2–0 | 1–1 | 3–0 | 2–0 | 1–0 | 1–2 | 1–1 | 2–1 | 0–1 | 1–0 | 2–1 | 0–2 | 1–2 | 3–1 | 0–0 | 0–1 | —   |

## Promoción de permanencia
Esta temporada se mantuvo la promoción de permanencia/ascenso entre el decimosexto y decimséptimo clasificados de la Division 1 y el segundo y tercer lugar de la Division 2.
| Pos. | Equipo              | Pts. | PJ | G | E | P | GF | GC | Dif. | Clasificación         |
| ---- | ------------------- | ---- | -- | - | - | - | -- | -- | ---- | --------------------- |
| 1    | RC Strasbourg       | 5    | 4  | 2 | 1 | 1 | 5  | 3  | +2   |                       |
| 2    | Nîmes Olympique (A) | 5    | 4  | 2 | 1 | 1 | 4  | 4  | 0    | Ascenso a Division 1  |
| 3    | Stade de Reims      | 5    | 4  | 2 | 1 | 1 | 8  | 6  | +2   |                       |
| 4    | RC Lens (D)         | 1    | 4  | 0 | 1 | 3 | 5  | 9  | −4   | Descenso a Division 2 |

 Fuente: footballdatabase.eu
Promovidos de la Division 2, quienes jugarán en la Division 1 1968/69:
- SEC Bastia: Campeón de la Division 2
- Nîmes Olympique: Segundo lugar de la Division 2

## Goleadores
| #  | Jugador              | Nacionalidad   | Club                   | Goles |
| -- | -------------------- | -------------- | ---------------------- | ----- |
| 1  | Étienne Sansonetti   | Francia        | AC Ajaccio             | 26    |
| 2  | Hervé Revelli        | Francia        | AS Saint-Étienne       | 23    |
| 3  | Fleury Di Nallo      | Francia        | Olympique Lyonnais     | 18    |
| -  | Joseph Yegba Maya    | Camerún        | Olympique de Marseille | 18    |
| 5  | Lucien Cossou        | Francia        | AS Aixoise             | 17    |
| 6  | Georges Lech         | Francia        | RC Lens                | 16    |
| -  | André Guy            | Francia        | Olympique Lyonnais     | 16    |
| -  | Johny Leonard        | Luxemburgo     | FC Metz                | 16    |
| 9  | Didier Couécou       | Francia        | Bordeaux               | 15    |
| -  | Silvester Takač      | RFS Yugoslavia | Stade Rennais UC       | 15    |
| -  | Guy Lassalette       | Francia        | FC Sochaux-Montbéliard | 15    |
| 12 | Philippe Levavasseur | Francia        | RC Paris-Sedan         | 14    |
| -  | Mohamed Salem        | Argelia        | RC Paris-Sedan         | 14    |
| 14 | José Farias          | Argentina      | Red Star FC            | 13    |
| 15 | Salif Keïta          | Mali           | AS Saint-Étienne       | 12    |
| -  | Jean-Claude Bras     | Francia        | US Valenciennes-Anzin  | 12    |
| -  | Jacques Simon        | Francia        | FC Nantes              | 12    |
| -  | Charly Loubet        | Francia        | OGC Nice               | 12    |